# Kim Ekdahl du Rietz
Kim Ekdahl du Rietz, né le 23 juillet 1989 à Lund, est un joueur de handball suédois évoluant au poste d'arrière gauche.

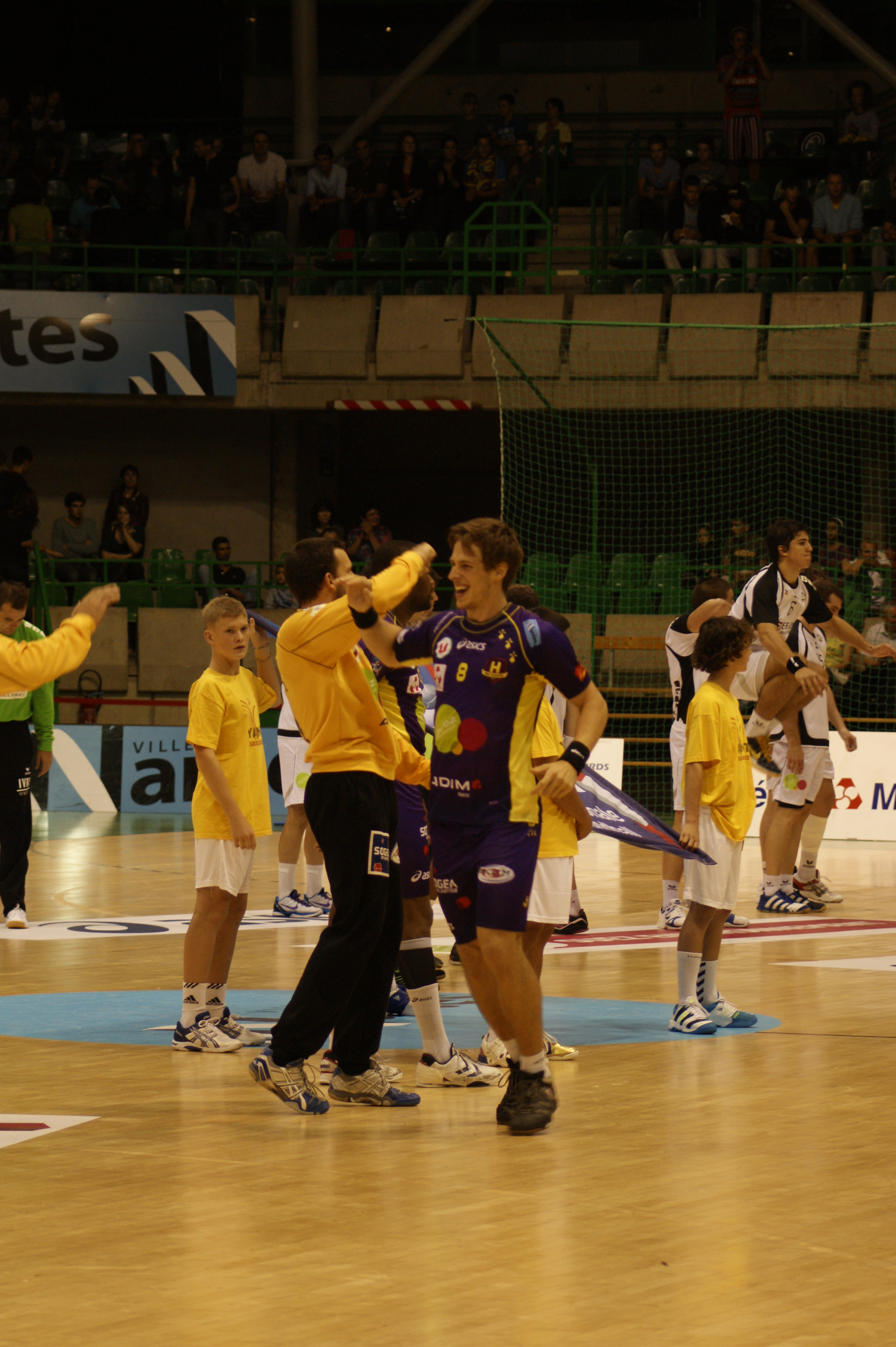
Kim Ekdahl du Rietz lors du protocole d'entrée des joueurs à Nantes en 2011

## Biographie
Après avoir commencé sa carrière dans le club suédois du Lugi HF, il est sélectionné pour la première fois en équipe nationale de Suède le 9 décembre 2007 face à l'Allemagne. Ses bonnes performances au mondial 2011 puis à l'Euro 2012 le font remarquer sur le continent Européen.
Il rejoint à l'été 2011 le HBC Nantes pour un contrat de deux ans, avec toutefois une clause lui permettant de rejoindre le club allemand des Rhein-Neckar Löwen au bout d'un an. Après une saison nantaise ponctuée de nombreuses blessures, son transfert vers les Rhein-Neckar Löwen est annoncée dès le mois de février.
Le 19 mai 2013, il remporte avec son club la Coupe de l'EHF 2012-2013 en disposant en finale du HBC Nantes, son ancien club.
Après avoir renoncé à porter le maillot de l'équipe nationale en 2014, il décide de mettre un terme à sa carrière en 2017 à seulement 27 ans après avoir remporté son second titre de champion d'Allemagne
Après quelques mois en dehors du handball et consacrés à découvrir le monde, il fait son retour en mars 2018 aux Rhein-Neckar Löwen
Rapidement décisif avec son club, il ne prolonge pourtant pas l’aventure avec le club de Mannheim mais signe un contrat de deux ans avec le Paris Saint-Germain à partir de 2018.
Le 5 mars 2020, lorsque la saison 2020/21 est arrêtée à cause de la pandémie de Covid-19, il met à nouveau un terme à sa carrière afin de reprendre ses études à l'Université de Hong Kong. Mais en mai 2021, il retrouve les Rhein-Neckar Löwen pour participer à la finale à quatre de la Ligue européenne. S'il commence le match lors de la demi-finale, lui et ses coéquipiers réalisent un mauvais début de match (4-12, 17e) et s'inclinent logiquement face aux Füchse Berlin (32-35).

## Palmarès

### En clubs
Compétitions internationales
- Vainqueur de la Coupe de l'EHF (1) : 2013

Compétitions nationales
- Vainqueur du Championnat d'Allemagne (2) : 2016, 2017
  - Deuxième en 2014, 2015
- Vainqueur de la Supercoupe d'Allemagne (1) : 2016
- Vainqueur du Championnat de France (1) : 2019, 2020
- Vainqueur de la Coupe de la Ligue française (1) : 2019

### En équipe nationale
- 4e place au Championnat du monde 2011
- 12e place au Championnat d'Europe 2012
- Médaille d'argent aux Jeux olympiques de 2012 à Londres
- 7e place au Championnat d'Europe 2014
- 5e place au Championnat du monde 2019
- 7e place au Championnat d'Europe 2020